# Steeve Yago
Steeve Yago (Sarcelles, Francia, 16 de diciembre de 1992) es un futbolista burkinés que juega de defensa en el Aris de Limassol de la Primera División de Chipre.

## Biografía
Nacido en Sarcelles, se formó en las categorías inferiores del Toulouse F. C., club en el cual inició su carrera profesional en 2012. Allí estuvo hasta enero de 2019, cuando se marchó cedido al Le Havre A. C. hasta final de temporada. Finalizada la cesión regresó al Toulouse, pero el 2 de septiembre se marchó de manera definitiva al S. M. Caen con el que firmó por dos años. Pasado ese tiempo abandonó el club tras no ser renovado su contrato. Entonces decidió probar fortuna fuera de Francia y firmó por el Aris de Limassol.

## Selección nacional
A pesar de haber nacido en Francia es internacional absoluto con Burkina Faso, con la que ha disputado la Copa África en cuatro ocasiones, en 2015, 2017, 2021 y 2023.

### Participaciones en Copa Africana de Naciones
| Copa                           | Sede              | Resultado        | Partidos | Goles |
| ------------------------------ | ----------------- | ---------------- | -------- | ----- |
| Copa Africana de Naciones 2015 | Guinea Ecuatorial | Primera fase     | 3        | 0     |
| Copa Africana de Naciones 2017 | Gabón             | Tercer puesto    | 4        | 0     |
| Copa Africana de Naciones 2021 | Camerún           | Cuarto puesto    | 7        | 1     |
| Copa Africana de Naciones 2023 | Costa de Marfil   | Octavos de final | 4        | 0     |

## Clubes
| Club                    | País    | Año       |
| ----------------------- | ------- | --------- |
| Toulouse F. C.          | Francia | 2012-2019 |
| Le Havre A. C. (cedido) | Francia | 2019      |
| S. M. Caen              | Francia | 2019-2021 |
| Aris de Limassol        | Chipre  | 2021-     |

## Palmarés

### Títulos nacionales
| Título                     | Club             | País   | Año  |
| -------------------------- | ---------------- | ------ | ---- |
| Primera División de Chipre | Aris de Limassol | Chipre | 2023 |
| Supercopa de Chipre        | Aris de Limassol | Chipre | 2023 |